# Darwin Ibacache
Darwin Eduardo Ibacache Olivares (Illapel, 23 de noviembre de 1983) es un político, ingeniero y profesor chileno.
Ejerció el cargo de Gobernador de la Región de Coquimbo hasta 2025, en sustitución de Krist Naranjo.

## Biografía
Nació el 23 de noviembre de 1983, en la comuna de Illapel, Región de Coquimbo.
En 2021, ejerció como Director de Desarrollo Comunitario de la Municipalidad de Illapel, en ese mismo año, postuló como candidato para consejero regional por la provincia de Choapa en las elecciones de 2021, y posteriormente, ganando dicho cargo.
En 2024, el Consejo Regional lo designó como Gobernador regional en sustitución de Krist Naranjo  , dicho cargo lo ostentó hasta marzo de 2025, cuando fue sucedido por Cristóbal Juliá. 